# Kerim Alıcı
Kerim Alıcı (Smirne, 24 giugno 1997) è un calciatore turco, difensore dell'Hatayspor.

## Carriera

### Club
Cresciuto nel settore giovanile dell'Altınordu, ha esordito in prima squadra il 3 dicembre 2014 disputando l'incontro di Türkiye Kupası vinto 1-0 contro il Bayburt Özel İdarespor. Dopo 7 anni trascorsi nella seconda divisione turca con l'Altınordu, nell'ottobre 2020 è stato acquistato dal Göztepe, formazione della massima serie turca, che lo gira subito in prestito al Boluspor, altro club della seconda divisione turca. Nel gennaio 2021, rientra dal prestito e il 16 gennaio successivo esordisce in Süper Lig nella vittoria in trasferta per 2-3 contro il Konyaspor.

### Nazionale
Ha giocato nelle nazionali giovanili turche Under-18 ed Under-21.

## Statistiche

### Presenze e reti nei club
Statistiche aggiornate al 27 febbraio 2022.
| Stagione            | Squadra         | Campionato      | Campionato | Campionato | Coppe nazionali | Coppe nazionali | Coppe nazionali | Coppe continentali | Coppe continentali | Coppe continentali | Altre coppe | Altre coppe | Altre coppe | Totale | Totale |
| Stagione            | Squadra         | Comp            | Pres       | Reti       | Comp            | Pres            | Reti            | Comp               | Pres               | Reti               | Comp        | Pres        | Reti        | Pres   | Reti   |
| ------------------- | --------------- | --------------- | ---------- | ---------- | --------------- | --------------- | --------------- | ------------------ | ------------------ | ------------------ | ----------- | ----------- | ----------- | ------ | ------ |
| 2014-2015           | Altınordu       | 1L              | 0          | 0          | CT              | 4               | 0               |                    | -                  | -                  |             | -           | -           | 4      | 0      |
| 2015-2016           | Altınordu       | 1L              | 16         | 0          | CT              | 1               | 0               |                    | -                  | -                  |             | -           | -           | 17     | 0      |
| 2016-2017           | Altınordu       | 1L              | 16         | 0          | CT              | 0               | 0               |                    | -                  | -                  |             | -           | -           | 16     | 0      |
| 2017-2018           | Altınordu       | 1L              | 12         | 0          | CT              | 0               | 0               |                    | -                  | -                  |             | -           | -           | 12     | 0      |
| 2018-2019           | Altınordu       | 1L              | 29         | 3          | CT              | 1               | 0               |                    | -                  | -                  |             | -           | -           | 30     | 3      |
| 2019-2020           | Altınordu       | 1L              | 26         | 0          | CT              | 0               | 0               |                    | -                  | -                  |             | -           | -           | 26     | 0      |
| lug.-ott. 2020      | Altınordu       | 1L              | 1          | 0          | CT              | -               | -               |                    | -                  | -                  |             | -           | -           | 1      | 0      |
| ott. 2020-gen. 2021 | Boluspor        | 1L              | 12         | 0          | CT              | 3               | 0               |                    | -                  | -                  |             | -           | -           | 15     | 0      |
| gen.-giu. 2021      | Göztepe         | SL              | 5          | 0          | CT              | -               | -               |                    | -                  | -                  |             | -           | -           | 5      | 0      |
| 2021-2022           | Göztepe         | SL              | 20         | 0          | CT              | 1               | 0               |                    | -                  | -                  |             | -           | -           | 21     | 0      |
| Totale carriera     | Totale carriera | Totale carriera | 122        | 3          |                 | 10              | 0               |                    | -                  | -                  |             | -           | -           | 132    | 3      |